# Aria & cielo
Aria & cielo è il tredicesimo album in studio di Umberto Tozzi pubblicato nel settembre del 1997.

## Descrizione
Il disco segue i precedenti Equivocando del 1994 e Il Grido del 1996, realizzati con il produttore americano Greg Mathieson e con un'impronta rock. Con Aria & Cielo Tozzi torna ad uno stile più melodico ed affida la scrittura dei testi a Mogol.

## Videoclip
Dall'album è stato tratto un videoclip:
1. Quasi quasi

## Tracce
Testi di Mogol musiche, arrangiamenti e produzione artistica di Umberto Tozzi
1. Aria & cielo - 3:36
2. Brava - 5:12
3. Quasi quasi - 4:15
4. Coerenza - 4:09
5. Capita di nuovo - 4:19
6. Affondato troppo innamorato - 4:07
7. Radici e sentimento - 4:30
8. Navi - 5:11
9. Alcool - 3:56
10. A cavallo di un cavallo indiano - 4:35

## Formazione
- Umberto Tozzi – voce
- Carmelo Isgrò – basso
- Paolo Bianchi – batteria
- Luca Colombo – chitarra acustica, chitarra elettrica
- Claudio Orsini – percussioni, sax
- Marcello De Toffoli – pianoforte, tastiera
- Claudia Arvati, Marilù Monreale, Marco D'Angelo – cori

## Classifiche
| Classifica (1997) | Posizione massima |
| ----------------- | ----------------- |
| Europa            | 39                |
| Italia            | 4                 |

### Classifiche di fine anno
| Classifica (1997) | Posizione |
| ----------------- | --------- |
| Italia            | 108       |